# Natação no Campeonato Mundial de Esportes Aquáticos de 2019 - 200 m medley feminino
A prova dos 200 metros medley feminino da natação no Campeonato Mundial de Esportes Aquáticos de 2019 ocorreu nos dias 21 de julho e 22 de julho, em Gwangju, na Coreia do Sul. 

## Recordes
Antes desta competição, os recordes mundiais e do campeonato nesta prova eram os seguintes:
| Tipo                  | Atleta         | Tempo   | Local | Data                |
| --------------------- | -------------- | ------- | ----- | ------------------- |
|                       | Katinka Hosszú | 2:06.12 | Cazã  | 3 de agosto de 2015 |
| Recorde do campeonato | Katinka Hosszú | 2:06.12 | Cazã  | 3 de agosto de 2015 |

## Medalhistas
| Ouro                 | Prata           | Bronze               |
| Katinka Hosszú (HUN) | Ye Shiwen (CHN) | Sydney Pickrem (CAN) |

## Cronograma
Todos os horários são locais (UTC+9). 
| Data        | Hora  | Evento        |
| ----------- | ----- | ------------- |
| 21 de julho | 10:00 | Eliminatórias |
| 21 de julho | 21:02 | Semifinal     |
| 22 de julho | 21:25 | Final         |

## Resultados

### Eliminatórias
Esses foram os resultados das eliminatórias. Foram realizadas no dia 21 de julho com início às 10:00. 
| Pos. | Bateria | Raia | Nadadora               | Nacionalidade  | Tempo   | Notas |
| ---- | ------- | ---- | ---------------------- | -------------- | ------- | ----- |
| 1    | 3       | 4    | Katinka Hosszú         | Hungria        | 2:07.02 | Q     |
| 2    | 3       | 5    | Ye Shiwen              | China          | 2:09.45 | Q     |
| 3    | 2       | 5    | Melanie Margalis       | Estados Unidos | 2:09.69 | Q     |
| 4    | 4       | 5    | Sydney Pickrem         | Canadá         | 2:10.34 | Q     |
| 5    | 2       | 3    | Rika Omoto             | Japão          | 2:10.50 | Q     |
| 6    | 3       | 6    | Kelsey Wog             | Canadá         | 2:10.54 | Q     |
| 7    | 4       | 3    | Siobhan-Marie O'Connor | Reino Unido    | 2:10.99 | Q     |
| 8    | 3       | 3    | Ella Eastin            | Estados Unidos | 2:11.06 | Q     |
| 9    | 4       | 4    | Yui Ohashi             | Japão          | 2:11.09 | Q     |
| 10   | 2       | 4    | Kim Seo-yeong          | Coreia do Sul  | 2:11.45 | Q     |
| 11   | 4       | 7    | Anastasia Gorbenko     | Israel         | 2:11.92 | Q,    |
| 12   | 4       | 6    | Ilaria Cusinato        | Itália         | 2:12.16 | Q     |
| 13   | 3       | 2    | Fantine Lesaffre       | França         | 2:12.34 | Q     |
| 14   | 2       | 6    | Maria Ugolkova         | Suíça          | 2:12.35 | Q     |
| 15   | 4       | 1    | Viktoriya Zeynep Güneş | Turquia        | 2:12.42 | Q     |
| 16   | 2       | 2    | Yu Yiting              | China          | 2:12.98 | Q     |
| 17   | 3       | 1    | Zsuzsanna Jakabos      | Hungria        | 2:13.29 |       |
| 18   | 3       | 7    | Aimee Willmott         | Reino Unido    | 2:13.90 |       |
| 19   | 3       | 8    | Victoria Kaminskaya    | Portugal       | 2:13.97 |       |
| 20   | 2       | 7    | Viktoriya Belyakova    | Rússia         | 2:14.65 |       |
| 21   | 4       | 2    | Mireia Belmonte        | Espanha        | 2:17.93 |       |
| 22   | 4       | 8    | Rebecca Meder          | África do Sul  | 2:15.96 |       |
| 23   | 4       | 9    | Jenna Laukkanen        | Finlândia      | 2:16.28 |       |
| 24   | 2       | 8    | Neža Klančar           | Eslovênia      | 2:16.53 |       |
| 25   | 3       | 0    | McKenna DeBever        | Peru           | 2:16.97 |       |
| 26   | 4       | 0    | Nguyễn Thị Ánh Viên    | Vietname       | 2:17.79 |       |
| 27   | 2       | 1    | Barbora Závadová       | Chéquia        | 2:18.34 |       |
| 28   | 3       | 9    | Claudia Gadea          | Roménia        | 2:19.03 |       |
| 29   | 2       | 9    | Aleksandra Knop        | Polónia        | 2:20.18 |       |
| 30   | 1       | 4    | Alexandra Schegoleva   | Chipre         | 2:20.66 |       |
| 31   | 1       | 3    | Julimar Avila          | Honduras       | 2:20.93 |       |
| 32   | 1       | 5    | Mya Azzopardi          | Malta          | 2:25.24 |       |
| 33   | 1       | 6    | Nicole Frank           | Uruguai        | 2:26.49 |       |
| 34   | 2       | 0    | Kristen Romano         | Porto Rico     | 2:26.55 |       |
| 35   | 1       | 2    | Claudia Verdino        | Mónaco         | 2:30.68 |       |
| 36   | 1       | 7    | Kaya Forson            | Gana           | 2:34.59 |       |

### Semifinal
Esses foram os resultados das semifinais. Foram realizadas no dia 21 de julho com início às 21:02. 
Semifinal 1
| Pos. | Raia | Nadadora        | Nacionalidade  | Tempo   | Notas            |
| ---- | ---- | --------------- | -------------- | ------- | ---------------- |
| 1    | 5    | Sydney Pickrem  | Canadá         | 2:08.83 | Q                |
| 2    | 4    | Ye Shiwen       | China          | 2:09.58 | Q                |
| 3    | 2    | Kim Seo-yeong   | Coreia do Sul  | 2:10.21 | Q                |
| 4    | 1    | Maria Ugolkova  | Suíça          | 2:10.72 | Recorde nacional |
| 5    | 6    | Ella Eastin     | Estados Unidos | 2:10.72 |                  |
| 6    | 8    | Yu Yiting       | China          | 2:11.60 |                  |
| 7    | 7    | Ilaria Cusinato | Itália         | 2:12.12 |                  |
| 8    | 3    | Kelsey Wog      | Canadá         | 2:12.96 |                  |

Semifinal 2
| Pos. | Raia | Nadadora               | Nacionalidade  | Tempo   | Notas |
| ---- | ---- | ---------------------- | -------------- | ------- | ----- |
| 1    | 4    | Katinka Hosszú         | Hungria        | 2:07.17 | Q     |
| 2    | 5    | Melanie Margalis       | Estados Unidos | 2:09.14 | Q     |
| 3    | 3    | Rika Omoto             | Japão          | 2:09.68 | Q     |
| 4    | 2    | Yui Ohashi             | Japão          | 2:10.04 | Q     |
| 5    | 6    | Siobhan-Marie O'Connor | Reino Unido    | 2:10.49 | Q     |
| 6    | 1    | Fantine Lesaffre       | França         | 2:12.18 |       |
| 7    | 8    | Viktoriya Zeynep Güneş | Turquia        | 2:12.40 |       |
| 8    | 7    | Anastasia Gorbenko     | Israel         | 2:13.90 |       |

### Final
A final foi realizada em 22 de julho às 21:25. 
| Pos.              | Raia | Nadadora               | Nacionalidade  | Tempo   | Notas |
| ----------------- | ---- | ---------------------- | -------------- | ------- | ----- |
| Medalha de ouro   | 4    | Katinka Hosszú         | Hungria        | 2:07.53 |       |
| Medalha de prata  | 6    | Ye Shiwen              | China          | 2:08.60 |       |
| Medalha de bronze | 5    | Sydney Pickrem         | Canadá         | 2:08.70 |       |
| 4                 | 3    | Melanie Margalis       | Estados Unidos | 2:08.91 |       |
| 5                 | 2    | Rika Omoto             | Japão          | 2:09.32 |       |
| 6                 | 1    | Kim Seo-yeong          | Coreia do Sul  | 2:10.12 |       |
| 7                 | 8    | Siobhan-Marie O'Connor | Reino Unido    | 2:10.43 |       |
| 8                 | 7    | Yui Ohashi             | Japão          | DSQ     |       |

Legenda
| Recorde mundial       | Recorde mundial (World record)               |                       | Recorde africano                      | Recorde africano (African) |                                           | Q | Classificado por posição (Qualified) |
| Recorde do campeonato | Recorde do campeonato (Championship record)  | Recorde da América    | Recorde da América (Americas)         | q                          | Classificado por melhor tempo (Qualified) |   |                                      |
| Melhor marca do ano   | Melhor marca do ano (World leading)          | Recorde asiático      | Recorde asiático (Asian)              | DNS                        | Não largou (Did not start)                |   |                                      |
| Recorde nacional      | Recorde nacional (National record)           | Recorde europeu       | Recorde europeu (European)            | DNF                        | Não terminou (Did not finish)             |   |                                      |
| Recorde pessoal       | Recorde pessoal do atleta (Personal best)    | Recorde da Oceania    | Recorde da Oceania (Oceania)          | DSQ / DQ                   | Desclassificado (Disqualified)            |   |                                      |
| Recorde da temporada  | Recorde da temporada do atleta (Season best) | Recorde sul-americano | Recorde sul-americano (South America) | NM                         | Sem marca (No mark)                       |   |                                      |